# Over the dream
『over the dream』（オーバー・ザ・ドリーム）は、音楽バンドredballoonの二枚目のミニアルバムである。

## 解説
- 前作『OVER THE WALLS - United Collaboration -』（1stミニアルバム）から1年4ヶ月でのアルバムとなる。
- 「3/3 Medias Music Fes.」での限定販売（現在は「ちたまるナビ」で通販により購入可能）。
- このミニアルバムがredballoon活動休止前のラスト音源となった。

## 収録曲
全作詞/作曲/編曲:redballoon
1. SOLITUDE
2. EVER STORY
3. シークレットアドレス
4. ayumi